# Бабенко, Алексей Алексеевич (колхозник)
Алексе́й Алексе́евич Бабе́нко  (30 марта 1923, станица Бейсугская, Выселковский район, Краснодарский край – 9 января 2021, Усть-Лабинск, Усть-Лабинский район, Россия) — советский работник сельского хозяйства, бригадир колхоза «Кубань», участник Великой Отечественной войны и войны с Японией. Герой Социалистического Труда. Бригадир колхоза «Кубань» (ныне — АгроХолдинг «Кубань») в Усть-Лабинском районе Краснодарского края

## Биография

### В раннии годы
Алексей Алексеевич Бабенко родился 30 марта 1923 года в станице Ново-Бейсугской, ныне Выселковского района Краснодарского края, в семье бывшего офицера-казака. Русский. Окончил 9 классов школы. Трудовой путь начал в 1938 году в местном колхозе «Вперёд к социализму», работал ездовым, затем — пастухом.

### Вторая мировая война
В РККА с октября 1941 года. В декабре 1941 года тяжело ранен в боях за город Ростов-на-Дону. После лечения в госпитале окончил училище связи в Хабаровске, получил специальность телеграфиста. Воинскую службу младший техник-лейтенант Бабенко продолжил на Дальнем Востоке в 55-м отдельном батальоне связи 105-й стрелковой дивизии. Участвовал в разгроме Квантунской армии императорской армии Японии. Боевой путь завершил в Манчжурии. С 7 марта 1947 года лейтенант Бабенко в запасе.

### После войны
После увольнения из армии вернулся на Кубань. Жил в Усть-Лабинске у сестры Раисы. Некоторое время занимал должность заместителя директора рынка. В 1948 году перешёл работать на механический завод. Сначала был подсобным рабочим, затем освоил профессию литейщика. В 1949 году направлен парторгом в колхоз «Ленинский завет». В 1950 году после укрупнения образовался колхоз «Кубань» Усть-Лабинского района, где Бабенко заведовал животноводческой фермой.
С 1953 года обучался в Краснодарской средней сельскохозяйственной школе по подготовке председателей колхозов по специальности «агроном». После её окончания с 1956 года работал бригадиром комплексной бригады № 6 колхоза «Кубань».
Возглавляемый им коллектив добивался высоких и стабильных урожаев озимой пшеницы, кукурузы, подсолнечника, сахарной свёклы, кормовых культур и овощей. Труженики его бригады получали урожай пшеницы по 50 центнеров с гектара, сахарной свёклы — по 600 центнеров с гектара, постоянно соревновались с бригадой № 4 М. И. Клепикова. и оба коллектива в 1966 году удостоились почётного звания «Бригада высокой культуры земледелия».
Указом Президиума Верховного Совета СССР от 13 марта 1981 года
за выдающиеся успехи, достигнутые в выполнении заданий десятой пятилетки и социалистических обязательств по увеличению производства и продажи государству продуктов земледелия и животноводства, Бабенко Алексею Алексеевичу присвоено звание Героя Социалистического Труда с вручением ордена Ленина и золотой медали «Серп и Молот»..
Избирался депутатом Усть-Лабинского районного Совета депутатов трудящихся (1957—1973).
В 1986 году А. А. Бабенко вышел на пенсию, но до 1994 года продолжал работать в колхозе на различных должностях. Выйдя на заслуженный отдых проживал в городе Усть-Лабинске.
Заслуженный работник сельского хозяйства Кубани (09.01.1996).
Почётный гражданин города Усть-Лабинска (1994).
Умер 9 января 2021 года. Похоронен в Усть-Лабинске на кладбище по улице Энгельса.

## Награды и Звания
- Герой Социалистического Труда — указом Президиума Верховного Совета СССР от 13 марта 1981 года
- Медаль «Серп и Молот» (1948);
- Орден Ленина (07.12.1973)
- Орден Ленина (13.03.1981)
- Орден Октябрьской Революции (08.04.1971)
- Орден Отечественной войны II степени[2](1992)
- Медаль «В ознаменование 100-летия со дня рождения Владимира Ильича Ленина» (6 апреля 1970)
- Медаль «За трудовую доблесть» (31.12.1965)
- Медаль «За победу над Японией»
- Медаль «За победу над Германией в Великой Отечественной войне 1941—1945 гг.» (9 мая 1945[3])
- Юбилейная медаль «Двадцать лет Победы в Великой Отечественной войне 1941—1945 гг.» (7 мая 1965[4])
- Юбилейная медаль «Тридцать лет Победы в Великой Отечественной войне 1941—1945 гг.»[5]

- «Заслуженный работник сельского хозяйства Кубани»[6].